# Axiodes praefidens
Axiodes praefidens là một loài bướm đêm trong họ Geometridae.